# فرودگاه ایل-اوکس-گروس
فرودگاه ایل-اوکس-گروس (به انگلیسی: Île-aux-Grues Airport) یک فرودگاه همگانی است که یک باند فرود آسفالت دارد و طول باند آن ۵۰۶ متر است. این فرودگاه در کشور کانادا قرار دارد و در ارتفاع ۱۵ متری از سطح دریا واقع شده‌است.

## شرکت‌های هواپیمایی و مقصدهای پروازی
| شرکت‌های هواپیمایی | مقصدهای پروازی |
| ----------------- | -------------- |
| Air Montmagny     | مون‌مانیی       |